# Theodor Sternberg
Theodor Hermann Sternberg (5 janvier 1878– 18 avril 1950) est un théoricien du droit allemand qui fut conseiller étranger au Japon pendant l'ère Meiji. Il travailla à l'élaboration du code civil japonais.

## Biographie
Sternberg fut enseignant à l'université impériale de Tokyo de 1913 à 1918. Il travailla également à l'occasion à l'université Meiji, et dans d'autres grandes universités japonaises. Il enseignait le droit civil, le droit pénal et la philosophie du droit.
En 1918, il devint consultant au ministère japonais de la Justice et il aida à la mise en place des codes juridiques de 1922 à 1925.

## Œuvres
- Allgemeine Rechtslehre, 2 Vols. 1904
- Einführung in die Rechtswissenschaft, 1912
- Der Begriff der Philosophie, 1933